# Adhaalath Party
Die Adhaalath Party (Dhivehi ޢަދާލަތު ޕާޓީ; dt.: „Gerechtigkeitspartei“, AP) ist eine politische Partei der Malediven.

## Geschichte
Die AP wurde im August 2005 nach verbreiteten Protesten für mehr Demokratie als Partei eingetragen, als erstmals weitere Parteien erlaubt wurden.
Adhaalath hat sich zusammen mit der Jumhooree Party (ޖުމްހޫރީ ޕާޓީ‎, Republican Party) für politische Reformen und eine Balance der Macht eingesetzt. Der erste Partei-Präsident war Scheich Hussain Rasheed Ahmed.
Danach wurde Scheich Imran Abdullah der zweite Präsident der Partei.
Mauroof Hussain, ein HNO-Arzt mit Ausbildung in Indien, ist seit der Gründung Vizepräsident der Partei.
Seit Mai 2015, nachdem die Adhaalath Party zusammen mit der wichtigsten Oppositionspartei Maledivische Demokratische Partei eine Kampagne zur Beendigung von Korruption der Regierung und für Reformen im Gerichtswesen durchgeführt hat, ist Scheich Imran Abdullah durch die Regierung von Präsident Maumoon Abdul Gayoom ohne Prozess inhaftiert. Abdullah hatte eine Ansprache zur Unterstützung des ehemaligen Präsidenten Mohamed Nasheed gehalten.
Am 16. Februar 2016 wurde Scheich Imran zu einer Haft von 12 Jahren verurteilt. Gegen ihn war Anklage wegen „Terrorismus“ erhoben worden. Er hatte bei einer Oppositionsveranstaltung am 1. Mai 2015 eine Rede gehalten, von der die Regierung behauptet hatte Angst und Misstrauen bei den Anwohnern ausgelöst zu haben. In der Folge sei es zu zahlreichen Verletzungen bei Polizisten, Anwohnern und zu Sachbeschädigungen gekommen. Nach der Präsidentschaftswahl 2018 wurde die Adhaalath Party Mitglied der herrschenden Koalitionsregierung. Scheich Imran wurde Home Minister unter Präsident Ibrahim Mohamed Solih.